# Sosnovi Bor (Vladímir)
|  | Per a altres significats, vegeu «Sosnovi Bor». |

Sosnovi Bor (en rus: Сосновый Бор) és un poble de l'óblast de Vladímir, a Rússia, segons el cens del 2010 tenia 560 habitants. Pertany al districte municipal de Iúriev-Polski.